# Biladi, Biladi, Biladi
Biladi, Biladi, Biladi ("patria mea, patria mea, patria mea", arabă: بلادي بلادي بلادي Bilādī, bilādī, bilādī) este imnul național al Egiptului. Melodia a fost compusă de Sayed Darwish (1892-1923) și a fost adoptată în 1979. Deși versiunea modernă are trei strofe, doar prima este de obicei cântată astăzi. Acest imn înlocuiește Walla Zaman Ya Selahy.